# Diego Elías
Diego Elías Chehab (* 19. November 1996 in Lima) ist ein peruanischer Squashspieler.

## Karriere
Bereits in seiner Zeit bei den Junioren feierte Diego Elías größere Erfolge. So gewann er unter anderem die British Junior Open und die US Open. 2013 gewann er die panamerikanischen Meisterschaften und wurde Südamerikameister in der höchsten Altersklasse, den U19-Junioren. Im selben Jahr nahm er für Peru an den World Games teil, schied dort aber bereits in der ersten Runde gegen Raphael Kandra aus. Bei der Junioren-Weltmeisterschaft 2013 scheiterte er im Viertelfinale an Fares Dessouki, ehe er 2014 in Windhoek topgesetzt den Titel gewann. Ohne Satzverlust setzte er sich im Turnierverlauf durch und besiegte im Endspiel Omar El Atmas mit 11:3, 11:2 und 11:1. 2015 verteidigte er erfolgreich seinen Titel mit einem 3:0-Finalsieg gegen Youssef Soliman.
Er begann seine professionelle Karriere im Jahr 2014 und gewann bislang 20 Turniere auf der PSA World Tour. Der erste Turniersieg gelang ihm im Mai 2014 in Resistencia gegen Leandro Romiglio, womit Elías als erster Peruaner einen PSA-Titel gewann. Bei den Qatar Classic 2021 gewann er erstmals ein Turnier der Platinum-Kategorie. Gegen Paul Coll blieb er im Endspiel mit 13:11, 5:11, 13:11 und 11:9 siegreich. Nachdem sich Elías kontinuierlich in der Weltrangliste verbesserte, stand er nach einer Finalniederlage bei den British Open 2023 zum 17. April 2023 als erster Südamerikaner an deren Spitze.
Bei den Panamerikanischen Spielen gewann er 2015 im Einzel eine Silber- sowie im Doppel eine Bronzemedaille. 2019 sicherte er sich in Lima die Goldmedaille im Einzel, während er im Doppel eine weitere Bronzemedaille gewann. 2018 wurde er im Einzel nach einem Finalsieg über Christopher Binnie Panamerikameister. Diesen Erfolg wiederholte er 2023 mit einem Finalerfolg gegen Juan Vargas und 2024 gegen Ronald Palomino. Mit der peruanischen Nationalmannschaft belegte er 2023 den zweiten Platz. Bei den Panamerikanischen Spielen 2023 in Santiago de Chile gewann Elías erneut Gold im Einzel. Im Doppel belegte er mit Alonso Escudero ebenso den Bronzerang wie mit der Mannschaft. Er gehörte auch zur Mannschaft, die 2024 ihr Weltmeisterschaftsdebüt gab.
Bei der Weltmeisterschaft 2023/24 bezwang Elías unter anderem im Halbfinale den Titelverteidiger Ali Farag und im anschließenden Finale mit 11:6, 11:5 und 12:10 auch Mostafa Asal, womit Elías der Titelgewinn gelang.

## Erfolge
- Weltmeister: 2023/24
- Panamerikameister: 3 Titel (2018, 2023, 2024)
- Vizepanamerikameister mit der Mannschaft: 2023
- Gewonnene PSA-Titel: 20
- 7 Wochen Weltranglistenerster
- Panamerikanische Spiele: 2 × Gold (Einzel 2019 und 2023), 1 × Silber (Einzel 2015), 3 × Bronze (Doppel 2015, 2019 und 2023, Mannschaft 2023)
- Südamerikaspiele: 3 × Gold (Einzel, Doppel und Mannschaft 2018)